# Sciences de l'ingénieur
 (septembre 2024).

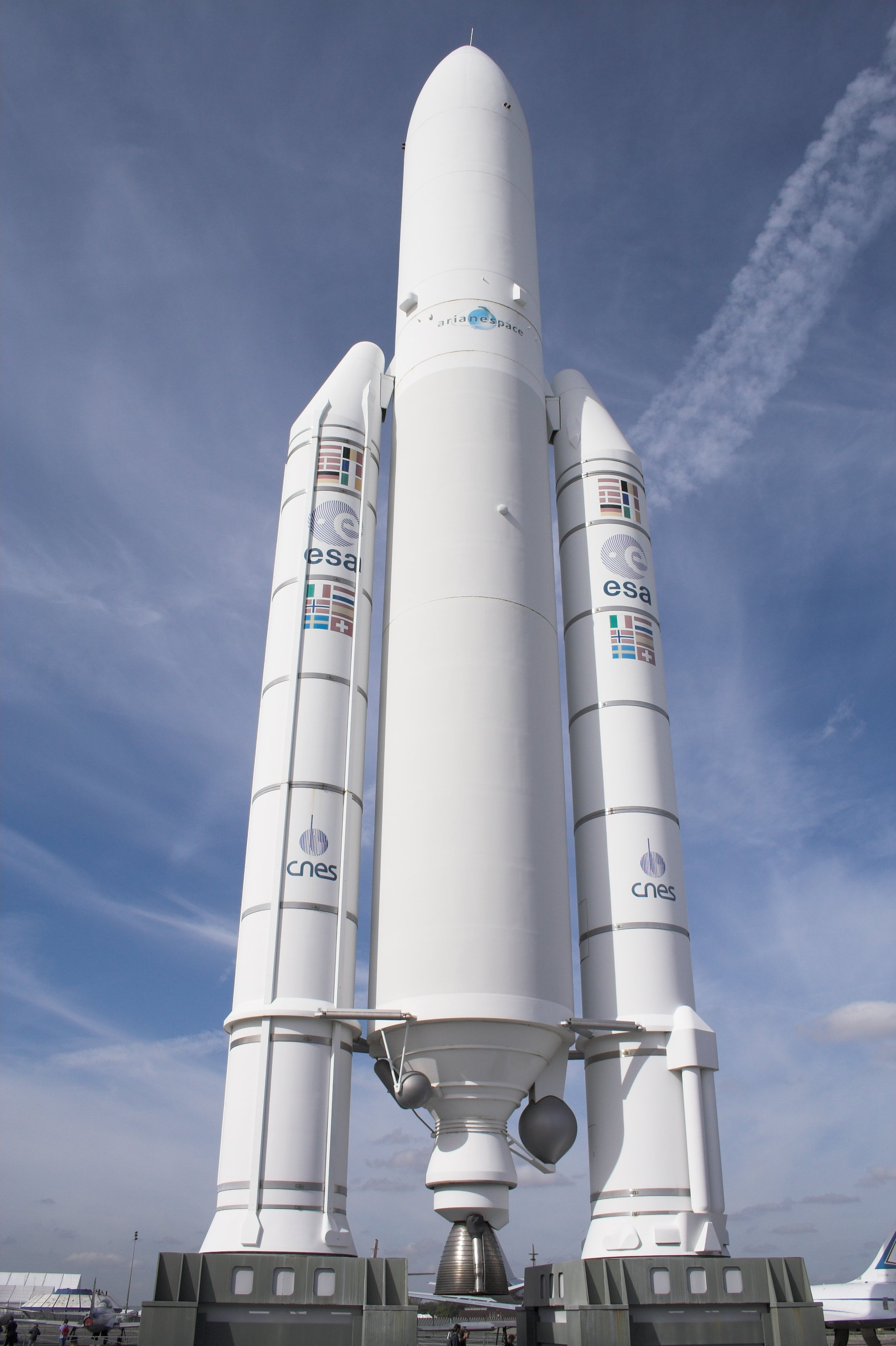
Maquette d'Ariane 5 au Bourget.

Sous l'appellation de sciences de l'ingénieur, ou sciences industrielles de l'ingénieur, sont rassemblées des disciplines scientifiques en rapport avec l'ingénierie et le métier d'ingénieur, notamment dans les domaines de la mécanique, du génie mécanique, de l'informatique, du génie civil, du génie électrique, et de l'automatique. Cette matière à forte culture industrielle forme les étudiants à devenir ingénieur.

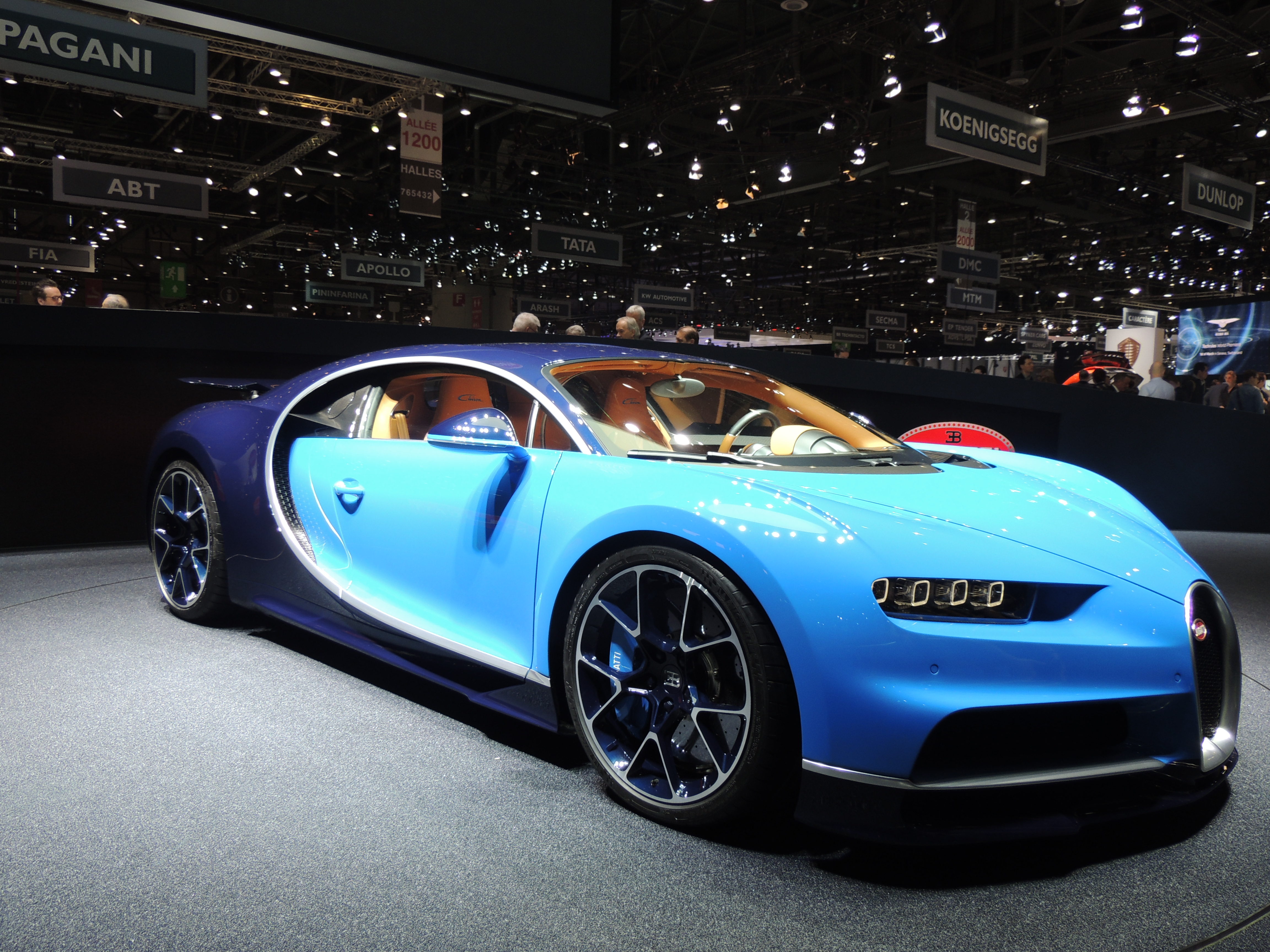
La Bugatti Chiron, sortie en 2016.

En France, les sciences de l'ingénieur s'adressent aux scientifiques dont l'activité est centrée non pas sur la recherche fondamentale, mais sur la réalisation de produits répondant à certains besoins identifiés de la société. Elles exigent donc des compétences techniques et permettent de travailler sur des projets concrets.
Les sciences de l'ingénieur s'adressent aux intellectuels qui ont également le sens des réalités, de la rentabilité. Il peut s'agir par exemple d'améliorer la performance énergétique des habitations, de travailler en bionique sur des prothèses, des drones, des robots humanoïdes, d'améliorer les solutions d'imagerie médicale ou les propriétés mécaniques d'un engin. Les étudiants en sciences de l'ingénieur travaillent beaucoup sur informatique pour analyser et modéliser des systèmes.

## En France

### Enseignement au lycée
En France, les sciences de l'ingénieur (souvent surnommées SI) sont un enseignement que le programme du lycée peut proposer en classe de seconde, en tant qu'enseignement optionnel, puis dès la classe de première en tant que qu'enseignement de spécialité. Cette spécialité succède à la filière S-SI depuis 2021 du fait de la réforme du baccalauréat général et technologique et du lycée. Les sciences de l'ingénieur ne sont choisies que par 5,8 % des élèves, lors de la première session, contre 42,9 % en SVT ou 46,7 % en physique-chimie.
La discipline est dispensée en première à raison de quatre heures hebdomadaires et, lorsque l'élève conserve cette spécialité pour son année de terminale, la discipline est dispensée à raison de six heures hebdomadaires, auxquelles s'ajoutent deux heures de sciences physiques. 
L'enseignement de SI aborde divers domaines technologiques :
- La mécanique dont le point d'entrée est la dynamique des systèmes.
- L'énergétique : les alimentations, les convertisseurs d'énergie, les appareils de protection et de commande.
- L'automatique : l'acquisition, le traitement et la communication des informations.

L'évaluation finale du baccalauréat, pour un élève ne conservant pas la spécialité en terminale, est notée sur 20 par contrôle continu (moyenne des notes de l'année de première, coefficient 8). Cependant, pour un élève qui conserve la spécialité en terminale, l'épreuve est écrite, dure quatre heures, est notée sur 20 (coefficient 16) et comprendra deux parties : la première est composée de deux exercices et la deuxième porte sur le programme de sciences-physiques complémentaires.
L'enseignement des sciences de l'ingénieur au lycée s'inscrit dans une continuité de la réforme de l'enseignement scientifique et technologique, depuis le collège jusqu'en classes préparatoires scientifiques puis en école d'ingénieurs.

### Enseignement en classes préparatoires scientifiques
Introduites en 1995 lors de la réforme des classes préparatoires, les sciences de l'ingénieur (ou sciences industrielles pour l'ingénieur SII) sont issues d'une demande forte des écoles d'ingénieurs et font partie du cursus en cinq ans de formation des ingénieurs.
L'objectif de la formation de deux ans est de proposer des démarches et méthodes permettant l'analyse de systèmes concernant les nouvelles technologies dans des domaines variés tels que la communication, la robotique, le transport, l'énergie, la santé... Elle initie également les étudiants à l'évaluation des expériences, à la vérification des performances attendues et à la prévision des performances du systèmes par la production de modèles (modélisation).

### Olympiades
Les Olympiades de SI sont un concours national qui s'adresse aux lycéens français des classes de première et terminale des séries S et STI2D. Le travail s'effectue par équipe. Chacune d'entre-elles est constituée de deux à cinq lycéens, encadrés par un ou deux enseignants. Les projets réalisés par les équipes devront intégrer des travaux expérimentaux pluri-technologiques dans le domaine des sciences de l'ingénieur.

### Sites présentant les disciplines
- Actualité, cours, TP, annales des sciences industrielles de l'ingénieur
- Site de professeurs de SI en CPGE et aux lycées général et technologique
  - Site des Olympiades de SI
- Les sciences industrielles au féminin
- SSI : baccalauréat scientifique : sciences de l'ingénieur
- Sciences et technologies de l'Ingénieur sur Éduscol
- Documents pédagogiques en ingénierie et technologie